# Ciguatera

Den kemiska strukturen för ciguatoxin.

Ciguatera är en matförgiftning hos människor som orsakas av att man äter revfisk (exempelvis svart kirurgfisk) eller skaldjur kontaminerade med vissa gifter som kallas för ciguatoxiner. Dessa toxiner har bildats genom att fisken har metaboliserat och förvandlat andra toxiner som återfinns i algen från genusGambierdiscus. Prekursortoxinerna i Gambierdiscus kallas för gambiertoxiner. Det sker en bioackumulering av ciguatoxiner längs näringskedjan, från växtätande fiskar till större köttätande fiskar. Ciguatoxiner är ej värmekänsliga och förstörs därför ej vid tillagning. Detta akuta förgiftningssyndrom kännetecknas av en mängd svåra gastrointestinala, neurologiska och ibland kardiovaskulära symtom som kan uppstå inom 4 timmar och varar upp till flera veckor.